# Heteropoda distincta
Heteropoda distincta är en spindelart som beskrevs av Davies 1994. Heteropoda distincta ingår i släktet Heteropoda och familjen jättekrabbspindlar. Inga underarter finns listade i Catalogue of Life.